# FS ALe 400
Die Triebwagen der Baureihen ALe 400 der italienischen Ferrovie dello Stato (FS) waren leichte Elektrotriebwagen, die mit einem Speisesaal für den Schnellzugverkehr ausgerüstet waren. Die 10 Fahrzeuge mit aerodynamischer Viperkopfform an einem Wagenende und gerader Stirnwand am anderen Ende wurden gegen Ende der 1960er Jahre in Triebwagen für den Regionalverkehr umgebaut, welche der Baureihe ALe 781 zugeordnet wurden.

## Einsatz
Die von Breda gebauten und in den Jahren 1939 und 1940 abgelieferten Triebwagen wurden meist zusammen mit einem zweiten Triebwagen eingesetzt der ebenfalls einseitig eine aerodynamischer Kopfform hatte, wobei zwischen die beiden Triebwagen meist ein dritter mit zwei geraden Stirnwänden gekuppelt wurde, sodass ein dreiteiliger Zug entstand, der durchgängig begehbar war. So entstand eine dreiteilige Komposition ähnlich den ETR 200, die für prestigeträchtige Schnellzüge eingesetzt wurden, wie zum Beispiel den Schnellzug Mailand–Bari, der die Strecke in 9 Stunden und 33 Minuten zurücklegte. Auf dem nichtelektrifizierten Stück von Ancona nach Bari wurde der ALe 400 antriebslos von Dieseltriebwagen geschleppt.
Die ALe 400 waren den Depots von Rom San Lorenzo und Reggio Calabria zugeteilt. Sie verkehrten neben dem oben genannten Schnellzug auch in Zügen auf den Strecken Rom–Ancona, Rom–Neapel-Reggio Calabria und Rom–Neapel–Foggia.

## Technik
Die Triebwagen hatten die gleichen Drehgestelle, die gleiche elektrische Ausrüstung und die gleichen Hauptabmessungen wie die Baureihen ALe 790 und ALe 880 der Serie mit aerodynamischer Viperkopfform auf einer Seite. Sie waren aber mit einer Küche mit Kohlenherd ausgerüstet, die ungefähr in der Mitte des Wagens angeordnet war. Zwischen der Küche und den Wagenenden waren die Speisesäle angeordnet, die insgesamt 40 Plätze hatten, die von der Küche in einem Service versorgt werden konnten. Hinter dem Führerstand war ein Gepäckabteil angeordnet.
Während des Zweiten Weltkrieges wurde der Wagen ALe 400.003 zerstört und nicht mehr aufgebaut. Die ebenfalls beschädigten Wagen 001, 006, 008 und 009 wurden ohne Küche wieder aufgebaut und verkehrten bis Anfang der 1960er Jahre mit 48 Sitzplätzen als ALe 480. In den Jahren 1961 bis 1962 erhielten die Wagen die Küche wieder zurück und verkehrten in Zügen von nach Bozen, Bari und Venedig, wurden aber in diesen Diensten nach wenigen Jahren von den ALe 601 abgelöst.
Acht ALe 800 wurden in den Jahren 1964 bis 1969 in ALe 781 umgebaut. Dazu wurde die Küche und das Gepäckabteil ausgebaut und der Innenraum mit 78 Sitzplätzen 2. Klasse versehen. In dieser Konfiguration verkehrten die Triebwagen noch bis Anfang der 1990er Jahre.